# Hove (Belgien)
Hove ist eine belgische Gemeinde in der Region Flandern mit 8406 Einwohnern (Stand 1. Januar 2024), die sich im Großraum Antwerpen befindet.
Das Stadtzentrum von Antwerpen liegt 8 Kilometer nördlich und Brüssel etwa 35 km südlich.
Die nächsten Autobahnabfahrten befinden sich bei Kontich und Slijkhoek an der A1/E 19. 

Hove besitzt einen Regionalbahnhof an der Bahnlinie Brüssel–Antwerpen–Rotterdam; weitere befinden sich in u. a. in Mortsel, Boechout und Kontich. In Antwerpen halten auch überregionale Schnellzüge. 

Der Flughafen Antwerpen ist der nächste Regionalflughafen und der Flughafen Brüssel National nahe der Hauptstadt Brüssel ist ein Flughafen von internationaler Bedeutung.

## Bibliographie
- Luc van den Weygaert: Hove in de wereld („Hove in der Welt“). Herausgeber: Jos Ouderits. Hove 2010, 26 S.
- Albert van Gysel: Bijdrage tot de geschiedenis van Hove („Beitrag zur Geschichte Hove“). Herausgeber: Jos Verheyen. Boechout 1957. 80 S.